# Boleslav Chrabrý
Boleslav I. Chrabrý (polsky Bolesław I Chrobry, 967 – 17. června 1025) byl polským knížetem v letech 992 až 1025. Dva měsíce před svou smrtí se se souhlasem papeže stal prvním polským králem. Dočasně byl také vládcem Čech (1003–1004).

## Původ
Boleslav I. pocházel z nejstaršího polského panovnického rodu Piastovců a byl synem prvního historicky doloženého knížete Měška I. a jeho první manželky Přemyslovny Doubravky, dcery českého knížete Boleslava I. Po její smrti se Měšek znovu oženil s Odou z Haldenslebenu a dva mladší syny z tohoto manželství upřednostnil v nástupnických právech na úkor prvorozeného Boleslava, kterému vydělil pouze úděl v Malopolsku. Ten se však zmocnil téměř okamžitě po otcově smrti (992) vlády a bratry vyhnal i s matkou ze země. Velmože, kteří proti němu vystoupili, nechal krutě potrestat.

## Přátelství s Otou III. a zřízení hnězdenského arcibiskupství
Boleslav I. byl velmi ambiciózním a energickým panovníkem i schopným vojevůdcem. Po celý život usiloval o upevnění knížecí moci, rozšíření své říše a povznesení její mezinárodní prestiže zřízením samostatné polské církevní organizace v čele s arcibiskupem a o získání královského titulu. K tomu se snažil využít dobrých vztahů s císařem Otou III. a papežskou kurií. Velmi tomu napomohla také mučednická smrt Slavníkovce Vojtěcha, císařova přítele. Po vyvraždění Slavníkovců nabídl totiž Boleslav Chrabrý, využívaje mocenských rozporů v Čechách, útočiště na svém dvoře těm členům rodu, kteří vraždění unikli, pražskému biskupu Vojtěchovi, jeho nejstaršímu bratru Soběslavovi a jejich nevlastnímu bratru Radimovi. Vojtěch však chtěl dále na misii k pohanským Prusům a Boleslav jeho plány podpořil.
Když Vojtěch nalezl roku 997 v Prusích svoji smrt, vykoupil kníže jeho ostatky (vyvážil je prý zlatem) a nechal je důstojně uložit v hnězdenském chrámu. Roku 1000 podnikli společně s Otou III. k Vojtěchovu hrobu pouť, aby slavnostně uctili památku nového světce. Při této příležitosti císař zřídil se souhlasem papeže Silvestra II. v sídelním Hnězdně arcidiecézi (její správy se jako první hnězdenský arcibiskup ujal Slavníkovec Radim) a přitom jí podřídil současně založená biskupství se sídly v Krakově, Vratislavi a Kolobřehu, jakož i již existující diecézi poznaňskou. Podle nejstaršího polského kronikáře Galla Anonyma sňal prý Ota III. při slavnostním sezení „svůj diadém“ a vložil ho na skráně Boleslava Chrabrého, nazývaje ho „bratrem a spolupracovníkem impéria a druhem římského národa“. Symbolicky tak vyjádřil, že polský panovník se bude podílet na jeho programu obnovy římské říše a stane se jakýmsi představitelem „Sclavinie“, slovanských zemí v jejím rámci. Povýšení na krále to však Boleslavu Chrabrému nevyneslo, přestože se někteří historici domnívají, že se tak stalo.

## Boleslav Chrabrý a český stát

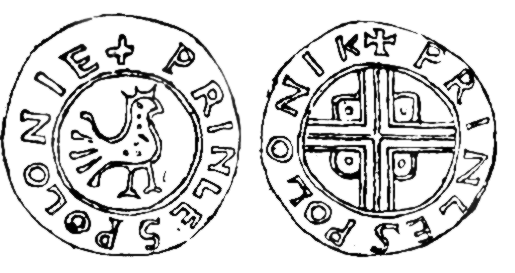
Denár Boleslava Chrabrého

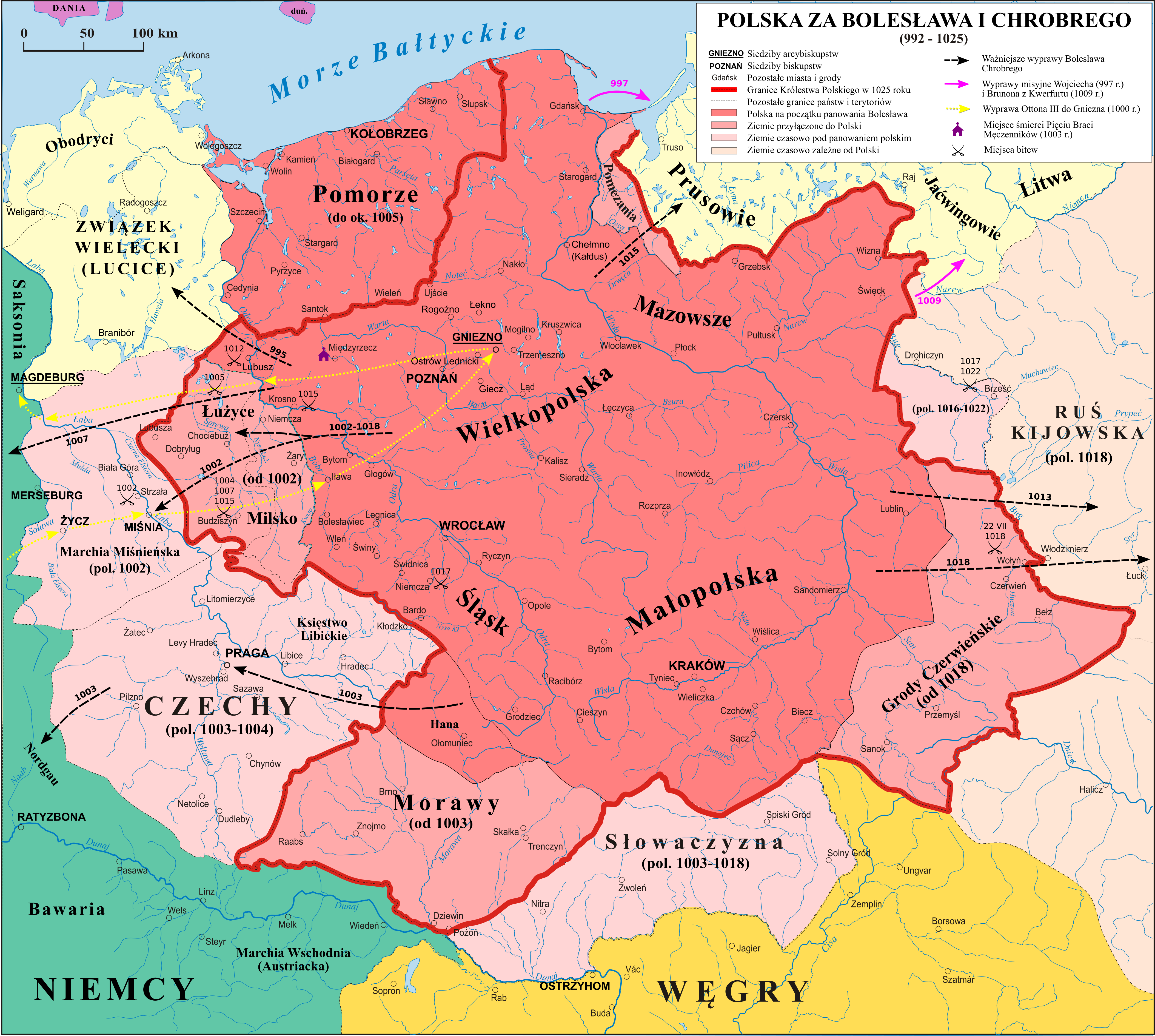
Polský stát v době Boleslava Chrabrého.

Oslabení českého knížectví po smrti Boleslava II. (999) využil Boleslav I. Chrabrý k přímým vojenským zásahům. Téměř vzápětí přepadl českou posádku v Krakově, pobil ji a připojil Malopolsko ke svému státu. Podobný osud potkal krátce nato i Moravu a část Slovenska, jež toužili získat uherští Arpádovci.
Další příležitost mu poskytly nesváry uvnitř přemyslovské dynastie. Když byl roku 1002 z Čech vyhnán neschopný a krutý vládce Boleslav III., obsadil polský kníže zemi a na pražský knížecí stolec dosadil jakéhosi Vladivoje, muže, jenž byl snad přemyslovského původu. Ten však záhy nato zemřel a vlády se znovu zmocnil, ovšem již také s polskou pomocí, vyhnaný Boleslav III. Třebaže slíbil milost všem svým protivníkům, nechal vzápětí po svém příchodu do Prahy vyvraždit příslušníky rodu Vršovců, z něhož pocházel i jeho zeť. Čechové rozezlení takovým bezectným činem se obrátili s prosbou o pomoc na hnězdenský dvůr. Boleslav Chrabrý povolal Boleslava III. k sobě, nechal pobít jeho doprovod, knížete pak oslepit a uvěznit (Boleslav III. v žaláři zůstal až do své smrti roku 1037). Poté se Boleslav Chrabrý ujal vlády v českém knížectví osobně. Pocházel ostatně po matce z přemyslovského rodu a byl bratrancem sesazeného knížete. Starší historiografie razila názor, že chtěl vytvořit pod svojí vládou mohutnou západoslovanskou říši.
V Čechách Boleslava Chrabrého zpočátku vítali jako osvoboditele od Boleslavovy krutovlády, ale všeobecné uznání si nezískal. Největší problém však pro něj představovala změna na říšském trůně, kde po smrti Oty III. (1002) nastoupil Jindřich II., který nepřiznal Boleslavu Chrabrému postavení, jehož nabyl za jeho předchůdce. Nabídl mu sice udělení Čech a Moravy v léno, když však ctižádostivý kníže odmítl, rozhodl se ho z knížectví vypudit a nastolit právoplatného dědice českého trůnu Přemyslovce Jaromíra.
Rychlý útok, jejž podpořilo obyvatelstvo Čech, Poláky překvapil. I když tak řečený Dalimil jistě přehání, když píše o tom, jak „polské vojsko prchá v děsu“ a „Polané se v zmatku plazí přes valy a srázy nazí“, je jisté, že Boleslav Chrabrý Čechy urychleně opustil (1004). Mezi posledními polskými bojovníky odešel z Pražského hradu poslední Slavníkovec Soběslav a byl vzápětí nato zabit na mostě přes hradní příkop. Boleslav Chrabrý však dále ovládal Moravu, kterou postupně dobyl až kníže Oldřich kolem r. 1019 (možná i 1029 – přímý záznam o tom neexistuje, takže datace je nejistá).

## Konflikt s říší a další expanze

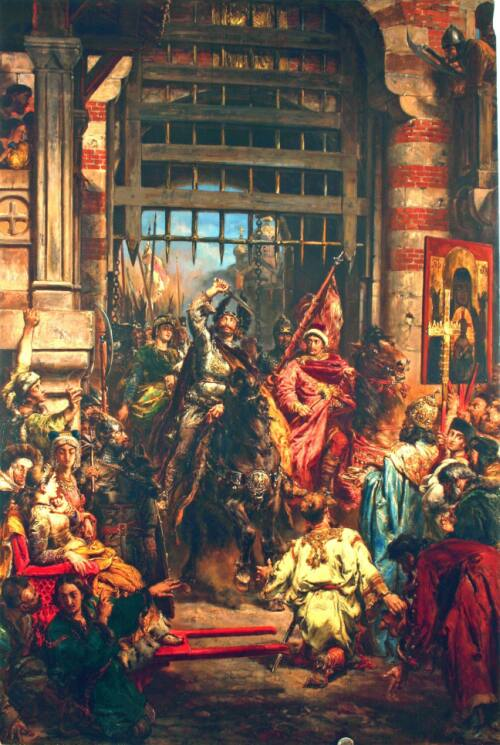
Vjezd Boleslava Chrabrého do Kyjeva (Jan Matejko)

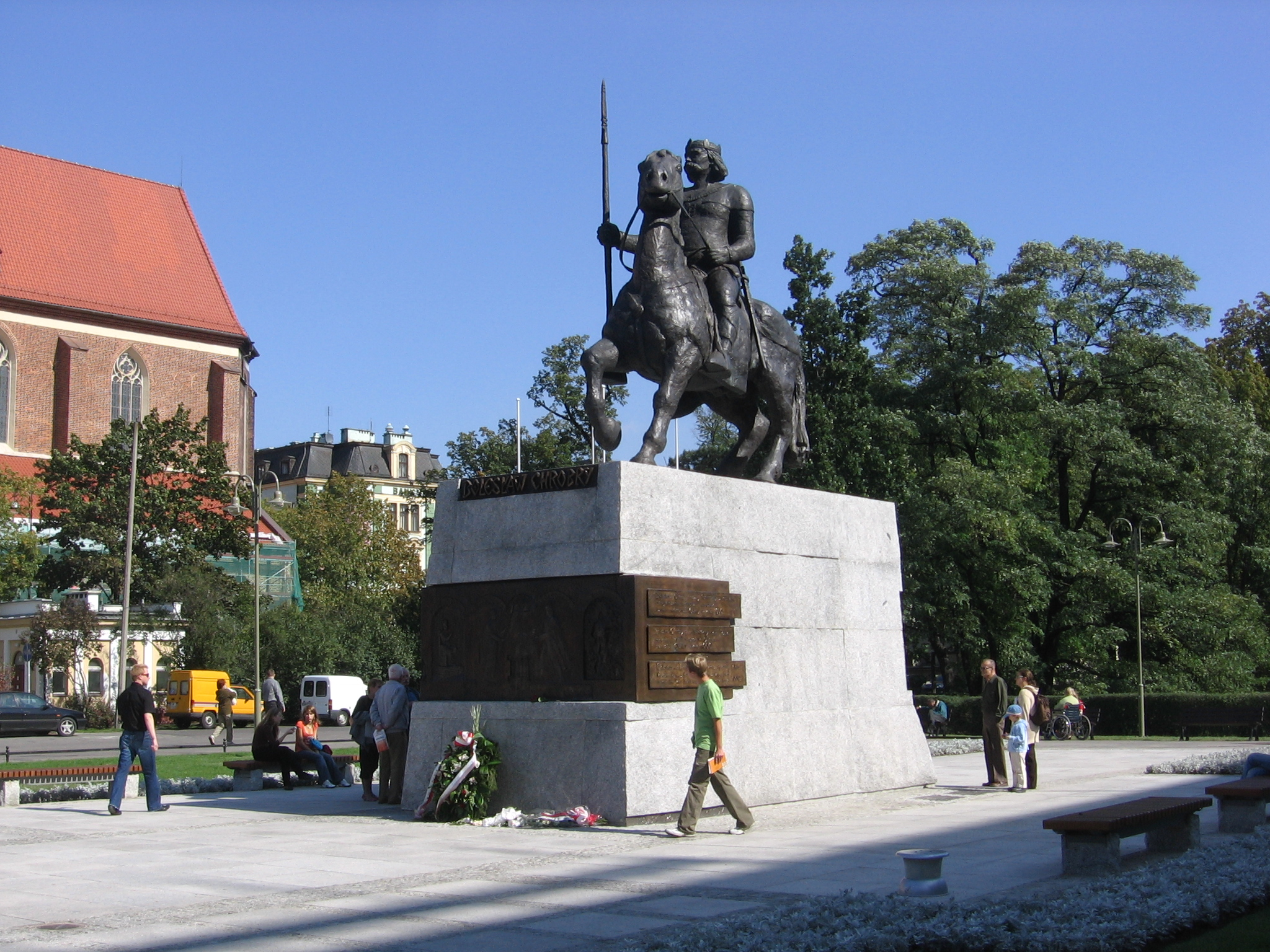
Pomník Boleslava Chrabrého ve Vratislavi

Vypuzení z Čech ale neznamenalo konec Boleslavova konfliktu s císařem, nýbrž jeho začátek. Roku 1002 vpadl Boleslav do Lužice a obsadil město Budyšín. Jeho výpad proti Míšni byl však neúspěšný, a proto se rozhodl přijmout dohodu s císařem. Jindřich II. mu pak Lužici udělil v léno. Války s říší vedlo Polsko od roku 1003 celých patnáct let a Chrabrý z nich vyšel jako vítěz, třebaže se Jindřich II. všemožně snažil omezit samostatné postavení polského státu a přinutit Boleslava, aby se stal jeho vazalem. Budyšínský mír (1018) mu zajistil držbu říšských lén Milska a Lužice a také Moravy (kterou však krátce nato ztratil stejně jako Slovensko). Mírová ujednání byla potvrzena Boleslavovým sňatkem se sestrou míšeňského markraběte Odou.
Expanzívní snahy Boleslava I. nesměřovaly jen na západ, ale také východním směrem, na území Kyjevské Rusi. Zde se mu roku 1018 podařilo získat nazpět Červoňské hrady a dosadit, byť jen dočasně, na kyjevský trůn právoplatného dědice, svého zetě Svjatopolka. Mírový stav mezi Polskem a říší trval až do smrti císaře Jindřicha II. (1024). Současně zemřel i papež Benedikt VIII., který nebyl Polsku příznivě nakloněn. Poté začal Boleslav Chrabrý energicky vyjednávat s papežskou kurií o své královské korunovaci, kterou by oba zesnulí jen stěží připustili. Roku 1025 se nechal v Hnězdně korunovat polským králem, sice z příkazu nového papeže, zato však bez souhlasu Jindřichova nástupce na císařském trůně Konráda II. Polské království se od té doby považovalo za papežské léno. Dva měsíce nato Boleslav zemřel a polský stát, jenž vstoupil za jeho vlády mezi přední středoevropské mocnosti, zahájil pozvolný sestup ze svého významného postavení.

## Genealogie
| Siemomysł? | Siemomysł? |                                          |                                          | ? | ? |  |  | Boleslav I. nar. asi 915 zm. 967 či 972 | Boleslav I. nar. asi 915 zm. 967 či 972 |                   |                   | Biagota? | Biagota? |
|            |            |                                          |                                          |   |   |  |  |                                         |                                         |                   |                   |          |          |
|            |            |                                          |                                          |   |   |  |  |                                         |                                         |                   |                   |          |          |
|            |            | Měšek I. nar. asi 935 zm. 25. května 992 | Měšek I. nar. asi 935 zm. 25. května 992 |   |   |  |  |                                         |                                         | Doubravka zm. 977 | Doubravka zm. 977 |          |          |
|            |            |                                          |                                          |   |   |  |  |                                         |                                         |                   |                   |          |          |
|            |            |                                          |                                          |   |   |  |  |                                         |                                         |                   |                   |          |          |
|            |            |                                          |                                          |   |   |  |  |                                         |                                         |                   |                   |          |          |

|  |  |  |  | Boleslav Chrabrý nar. 966/7 17. června 1025 |